# Julio González (scultore)
Julio Luis Jesús González-Pellicer, meglio conosciuto come Julio González (Barcellona, 21 settembre 1876 – Arcueil, 17 marzo 1942), è stato uno scultore e pittore spagnolo.

## Biografia

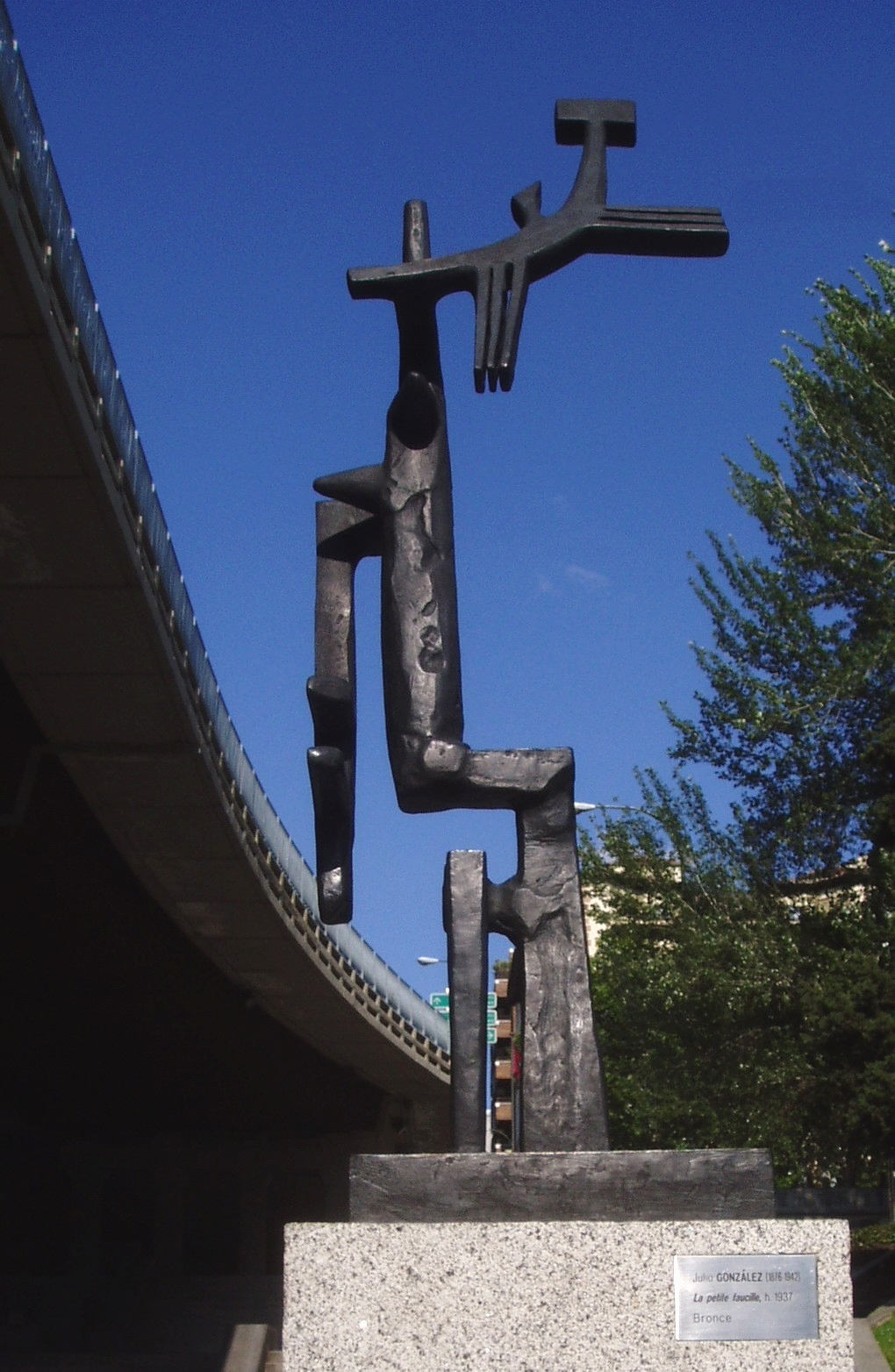
La Petite Faucille

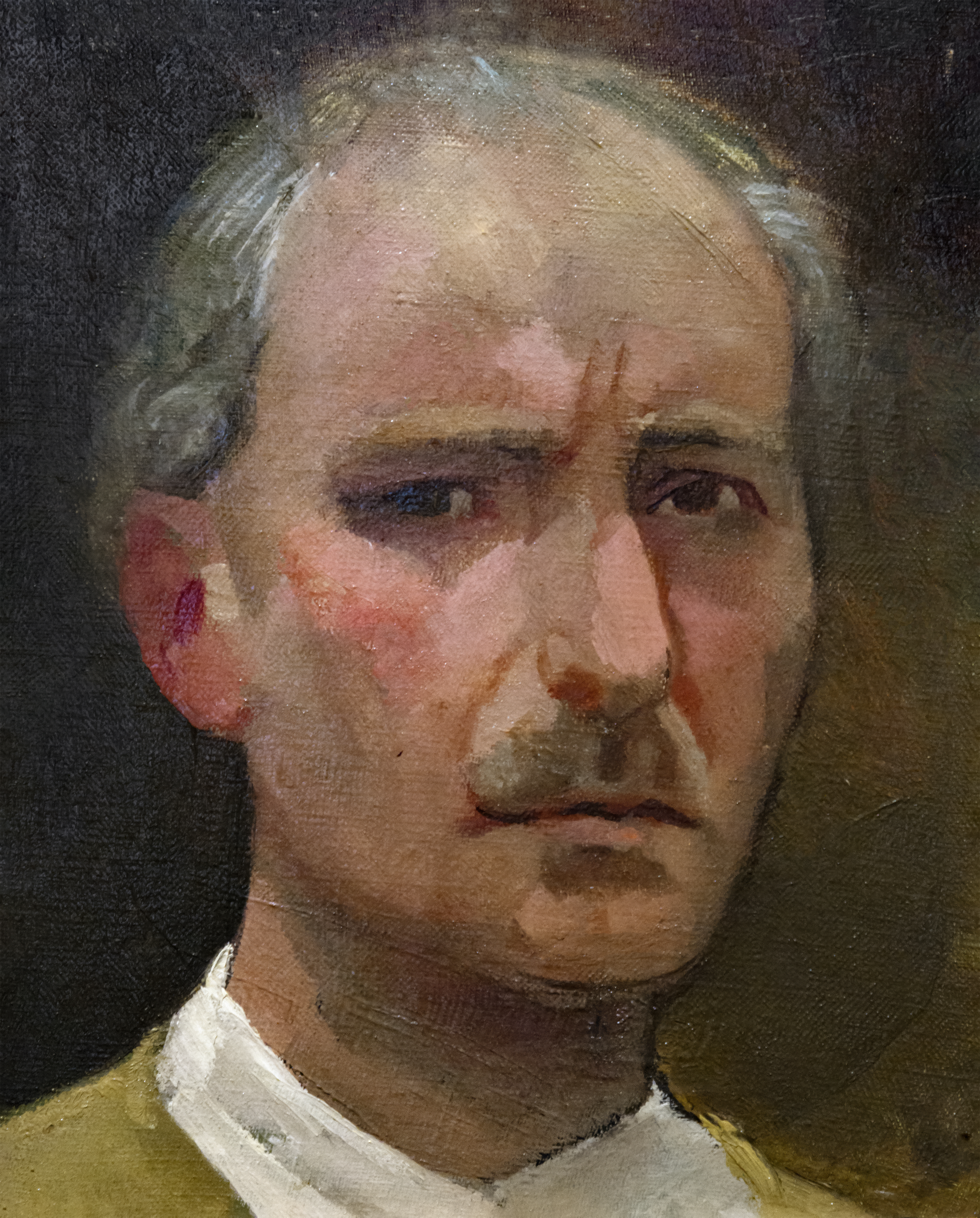
Auto ritratto, 1920 Museo nazionale d'arte della Catalogna

Iniziò la sua carriera artistica nella pittura, grazie alla frequentazione del gruppo iberico guidato da Picasso a Parigi, ma nel 1927 decise di dedicarsi alla scultura, divenendo un precursore e un caposcuola della costruzione plastica modellata in vari materiali.
Ma la lavorazione dei metalli, per González non era una novità assoluta, in quanto la sua famiglia aveva già da molte generazioni praticato l'arte degli orafi, e lui stesso, dall'età adolescente, si era cimentato in questa attività tradizionale, ottenendo assieme al fratello Juan ottimi risultati e successi, come dimostrarono i premi vinti all'esposizione di Barcellona del 1892.
Nel 1900 si trasferì nella capitale transalpina e, se nel periodo 'pittorico' i suoi lavori risultarono influenzati dai periodi picassiani 'rosa' e 'blu', miscelati da accostamenti con il realismo ottocentesco, nella scultura mostrò un maggiore spirito innovativo e una grande originalità plasmando maschere in ferro, rechazadas, cesellate e saldate insieme pezzo per pezzo.
Furono i primi approcci e i primi usi di questa nuova tecnica che, successivamente, venne ripresa dallo stesso Picasso nei suoi lavori di scultura.
Però dopo pochi anni, nel 1918, il destino avverso riservò a González un grande dolore, la morte del fratello Juan, suo principale collaboratore, e questo tragico evento lo costrinse a sospendere la sua attività, a causa di una forte depressione.
Nel periodo della prima guerra mondiale, González trovò un impiego nella casa automobilistica Renault, dove lavorò nella divisione preposta alla saldatura autogena, e questa esperienza si rivelò utilissima per affinare la tecnica. Solamente dopo il 1927 riprese i suoi impegni artistici, avvicinandosi al movimento costruttivista parigino Circle et Carré, guidato dal pittore uruguayano Torres Garcia.
González, seppur assimilando i gusti surrealisti di Mirò, Salvador Dalí e Breton, continuò in un suo personalissimo e originale percorso artistico, focalizzato nel rapporto forma-spazio, divenendo un caposcuola capace di fare proseliti nel secondo dopoguerra.

## Esposizioni (selezione)
- 1955 documenta 1, Kassel
- 1956 Museum of Modern Art, New York
- 1957 Kestner-Gesellschaft, Hannover
- 1959 documenta II, Kassel
- 1964 documenta III, Kassel
- 1977 Kunsthalle Mannheim
- 1983 Akademie der Künste, Berlino
- 1986 Reina Sofía, Madrid
- 1990 Whitechapel Art Gallery, Londra
- 2003 Neues Museum Weserburg, Brema
- 2004 Museu d'Art Contemporani, Barcellona / National Gallery, Lubiana
- 2005 IVAM Museo Esteban Vicente, Segovia
- 2006 Lehmbruck Museum, Duisburg / Kunsthaus Zurigo

## Opere in collezioni pubbliche
L'Art Institute of Chicago, il Cleveland Museum of Art, l'Hirshhorn Museum and Sculpture Garden (Washington D.C.), l'Honolulu Academy of Arts, il Kröller-Müller Museum (Otterlo, Netherlands), il Los Angeles County Museum of Art, la Luís Ángel Arango Library (Bogotá, Colombia), il Mary and Leigh Block Museum of Art (Northwestern University, Evanston, Illinois), il Musée des Beaux-Arts de Rennes (Francia), Museo Nacional Centro de Arte Reina Sofía (Madrid) Museo Patio Herreriano de Valladolid (Spagna), Museu Nacional d'Art de Catalunya (Barcellona, Spagna), il Museum of Modern Art (New York City), il Nasher Sculpture Center (Dallas, Texas), la National Gallery of Scotland (Edimburgo), il Peggy Guggenheim Collection (Venezia), the Philadelphia Museum of Art, il Centre Pompidou (Parigi), the Solomon R. Guggenheim Museum (New York City), e la Tate Gallery (Londra) sono alcuni dei musei in cui si trovano le opere di Julio González.